# Сенькино (Орловская область)
Сенькино — деревня в Урицком районе Орловской области России.
Входит в состав Архангельского сельского поселения.

## География
Расположена южнее деревни Старо-Марково на правом берегу реки Орлица. На юго-востоке граничит с деревней Чуркино.
В Сенькино имеется одна улица — Южная, рядом с деревней проходит просёлочная дорога.

## Население
| 2010 |
| ---- |
| 0    |

Опустевший населённый пункт.